# Hunauweg
Der Hunauweg ist ein 90 Kilometer langer Wanderweg des Sauerländischen Gebirgsvereins (SGV). Er führt von Finnentrop über Cobbenrode, Bad Fredeburg, den Kamm der Hunau, Niedersfeld und Oberschledorn nach Korbach.
Der Wanderweg fällt in die Kategorie der Hauptwanderstrecken des SGV und besitzt wie alle anderen Hauptwanderstrecken als Wegzeichen das weiße Andreaskreuz X, an Kreuzungspunkten um die Zahl 25 erweitert.